# La Répétition - L'altro amore
La Répétition - L'altro amore (La Répétition) è un film del 2001 diretto da Catherine Corsini.